# Masacre del 26 de febrero de 1971 en Cali
La Masacre del 26 de febrero de 1971 en Cali fue una masacre ocurrida en Santiago de Cali, surgida como consecuencia de la represalia de la Policía Nacional de Colombia y el Ejército Nacional de Colombia a las protestas estudiantiles de los estudiantes de la Universidad del Valle y a la toma de estos del campus universitario.
La represalia de las fuerzas armadas se debió al intento de retomar el control de la situación en un momento en el que en el país se vivía una intensa tensión política debido a las multitudinarias huelgas de diversos sectores de la sociedad, las acusaciones de fraude durante las pasadas elecciones presidenciales y la cercanía de los Juegos Panamericanos de 1971 que tenían a Cali como sede.
Cuando los estudiantes se preparaban para marchar hacía el campus para intentar retomarlo, llegó la noticia del fallecimiento de un estudiante por parte del ejército en circunstancias aún hoy no esclarecidas, lo cual provocó el disgusto del estudiantado. Las protestas se recrudecieron y se degradaron a enfrentamientos directos entre estudiantes, no solo de la Universidad del Valle, sino también de colegios de secundaria y otras universidades, además de población civil que rechazaba el exceso de la fuerza del ejército y la policía.
Al finalizar el día el saldo total de muertos es de entre 15 y 30 personas, todos estudiantes o civiles, decenas de heridos y miles de detenidos. En Colombia se instauró el estado de sitio, el cual se prolongaría hasta el 29 de diciembre de 1973, y en Cali se promulgó un toque de queda que se extendería a otras ciudades.

## Trasfondo
El motivo de las protestas es diverso y complejo. Para la década de 1970 los medios de comunicación habían permitido que las personas pudieran enterarse de los principales acontecimientos del mundo con una velocidad nunca antes vista. Las personas de las grandes ciudades estaban al tanto de lo que ocurría en las grandes urbes del mundo y la comunidad universitaria de Cali no era la excepción.
Entre las influencias exteriores del estudiantado universitario de la época se encontraban la Revolución china, y muy especialmente la Revolución cubana. El Mayo francés y en general la Revolución de 1968, las cuales tenías un fuerte componente universitario y juvenil. Movimientos contraculturales como el hippismo y el pacifismo también estaban ampliamente extendidos, los cuales se notaban especialmente en el rechazo a la guerra de Vietnam impulsada desde los Estados Unidos.
Las influencias y motivos locales también son muy diversos. El movimiento estudiantil colombiano llevaba décadas de lucha por los diferentes periodos de represión y persecución que había sufrido por parte de los distintos gobiernos colombianos que negaban o restringían una mayor autonomía universitaria, cosa que la comunidad universitaria llevaba pidiendo desde épocas tan tempranas como 1928, influenciados por el Manifiesto de Córdoba. 
La autonomía o cogobierno universitario era uno de los puntos críticos en las peticiones del estudiantado, una de las reformas propuestas radicaba en la reconstrucción del Consejo Superior para garantizar una mayor participación de los estudiantes y profesores, y expulsar del mismo a los agentes externos a la universidad, como el clero y los comerciantes. Los estudiantes de la universidad habían alcanzado alguna autonomía en el año 1935 durante el gobierno del Presidente Alfonso López Pumarejo mediante la Reforma de la Universidad Nacional, la cual se extendió a las universidades públicas del país. sin embargo dicha reforma fue deshecha cuándo los liberales perdieron su hegemonía en el año 1946. El Presidente Laureano Gómez le otorgó un lugar dentro del Consejo Superior a la Iglesia católica, lo cual fue ratificado en 1958 por medio de la Junta Militar, que mediante el Decreto 0136 le dio también representación a los sectores industrial, comercial y bancario.
Para 1971 el Consejo Superior estaba conformado por: El Gobernador del Departamento o su representante, un profesor en representación del Ministerio de Educación nombrado directamente por el ministro de educación, El Arzobispo de la Arquidiócesis o un representante permanente elegido por él, un representante de los profesores, un representante de los estudiantes, un representante de la seccional departamental de la Asociación Nacional de Industriales (ANDI), otro de la seccional departamental de la Federación Nacional de Comerciantes, otro de la Asociación Bancaria de Cali, y un representante de la Corporación autónoma regional del Valle del Cauca (CVC).
El movimiento universitario fue fuertemente reprimido por sus denuncias y protestas durante la dictadura del general Gustavo Rojas Pinilla y el periodo llamado Frente Nacional, en el que liberales y conservadores se pusieron de acuerdo para alternarse el poder entre 1958 y 1974, excluyendo a todos los demás partidos. Para la fecha de las protestas el presidente era Misael Pastrana, quien había ganado las elecciones presidenciales de 1970 de forma polémica, lo cual fue denunciado por múltiples sectores, entre ellos el universitario, y lo cual haría surgir movimientos armados como el Movimiento 19 de abril (M-19).
En aquellas época las universidades públicas recibían inversiones de empresas privadas estadounidenses como Ford, Fundación Rockefeller, Kellogg's, el Banco Interamericano de Desarrollo, entre otras. Lo cual era denunciado por los estudiantes pues mermaba la autonomía universitaria, ya que dichas empresas solo invertían en facultades como Economía e Ingeniería, dejando de lado otras áreas de estudio como las Humanidades. La presencia de los llamados Cuerpos de Paz estadounidenses también fue motivo de conflicto, pues a los voluntarios miembros de los Cuerpos de paz se les acusaba de ser espiás estadounidenses.
Históricamente el movimiento estudiantil universitario ha sido influenciado por tendencias políticas de izquierda. Luego de lo que muchos consideraban fraude en las elecciones presidenciales de 1970, los movimientos de izquierda se dividieron entre aquellos que creían que políticamente no se podría cambiar el país y decidieron emprender la lucha armada, como el M-19 y el ELN (Entre otros grupos armados que surgieron o se fortalecieron por estos hechos), y aquellos que rechazaron por completo esta vía. El sacerdote Camilo Torres Restrepo influenció fuertemente a esta generación con la Teología de la Liberación, y fue en gran medida un eje reconciliador entre los grupos cristianos y los de izquierda, lo cual se materializaría en los llamados Equipos Universitarios, muy influenciados por la palabra de Camilo Torres.

## Historia
Las protestas de los estudiantes empezaron cuando el entonces Rector de la universidad, el señor Alfonso Ocampo Londoño vetó la candidatura a Decano de la División de Ciencias Sociales y Económicas del candidato Bernardo García, el cual era bien recibido por el estudiantado, pero no contaba con el visto bueno del Rector, resultando electo el ingeniero Julio Mendoza Durán. El veto fue realizado mediante formas irregulares que fueron rechazadas por la Asamblea del consejo de estudiantes, el cual convocó a un paro de actividades académicas hasta que se solucionara el altercado. Las protestas se expandieron a otras universidades del país y durante el Encuentro Nacional de Estudiantes se decidió apoyar el paro y realizar una jornada de solidaridad en todo el país.
El día 25 de febrero, los estudiantes de la universidad realizaron una toma pacífica de la Plaza de Cayzedo, la cual llamaron "toma sin bolillo". A la toma se unieron el Colegio Santa Librada y la Universidad Santiago de Cali, además esta última se sumaba al paro en solidaridad con los estudiantes de Univalle. Luego de las protestas en la Plaza de Cayzedo los estudiantes se dirigieron a la Plazoleta de San Francisco, donde los miembros del comité de huelga intentaron entrevistarse con el Gobernador del Valle Marino Rengifo Salcedo, el cual no se entrevistó con los estudiantes alegando estar atendiendo "otros compromisos urgentes".
Debido a las movilizaciones del estudiantado como las del día 25 y al gran apoyo que el movimiento estaba ganando entre la sociedad el Gobierno local decidió allanar la universidad y desalojar a los estudiantes. Entre la noche del 25 de febrero y la madrugada del 26 la policía en conjunto con el ejército nacional, rodeó la universidad en la que se encontraban varios estudiantes que desde el 15 de febrero se iban tomado las instalaciones y se encontraban haciendo guardia frente a la Oficina de la Rectoría como forma de presión. El ingreso de la fuerza pública fue autorizado por Alfonso Ocampo Londoño, entonces Rector de la universidad. Los estudiantes se vieron aislados por el cerco militar y luego fueron desalojados. Cerca de las 9 AM del 26 de febrero los líderes estudiantiles denuncian la toma de la universidad y organizan reuniones estudiantiles en el Parque del Perro, cercano a la universidad. 
Mientras tanto en distintos puntos aledaños al campus universitario se presentan refriegas entre estudiantes, algunos de ellos de secundaria, y la policía. Las riñas se recrudecen hasta que aproximadamente a las 11 AM llega la noticia de que el estudiante Edgar Mejía Vargas, conocido como Jalisco, había sido asesinado de un tiro en la cabeza por los agentes del Estado. La noticia del asesinato de Jalisco indignó y enfureció a los estudiantes y a la población en general, la cual apoyaba la movilización estudiantil y rechazaba la severidad con que estos estaban siendo reprimidos.
Los estudiantes concentrados en el Parque del Perro deciden marchar hacia el centro de la ciudad. Simultáneamente los enfrentamientos entre estudiantes y la fuerza civil se incrementan, a lo que se suma la participación de la población civil en las protestas, en especial provenientes de barrios populares, que protestan por el exceso de fuerza por parte de las fuerzas armadas. Las manifestaciones se recrudecen desde zonas como el Parque Panamericano y el Estadio Pascual Guerrero hasta la Plaza de Cayzedo. Durante las mismas ocurren desmanes y saqueos a negocios, almacenes y bancos y se incendian vehículos.
La situación se sigue deteriorando con el paso del tiempo, debido a la confusión que reina en la ciudad los medios no son capaces de establecer el número de muertos pero lo cierto es que el número de heridos se incrementa. A mediodía el Gobernador del Valle declara el toque de queda en la ciudad desde las 2 PM pero los enfrentamientos con las fuerzas del orden público y el ejército continúan hasta la noche. El saldo fatal de aquella jornada se estimó inicialmente en 8 muertos, decenas de personas heridas y hasta 6 000 detenidos. El número de muertos se incrementaría hasta 15, e incluso algunas fuentes afirman en un número superior a este la cantidad de víctimas fatales, que podría rondar los 30. Esa misma noche el Rector se ve obligado a dimitir, aduciendo que lo hace para demostrar que él no es un obstáculo para resolver el conflicto en la universidad y que la presencia del ejército en el campus suplantaba su autoridad.
Los días posteriores pasaron en relativa calma, pero con una fuerte custodia militar. Los días 27 y 28 de ese mes estudiantes y protestantes que habían quedado retenidos en la sede de la Universidad Santiago de Cali debido al toque de queda y más de 200 personas retenidas por las fuerzas armadas en el Estadio Pascual Guerrero pudieron regresar a sus hogares.

## Cronología
- 4 de febrero - El Consejo Superior, el Consejo Directivo junto con el Rector Alfonso Ocampo Londoño, nombran como nuevo Decano de la Facultad de Ciencias Sociales y Económicas al ingeniero Julio Mendoza Durán. El nombramiento del nuevo Decano no cuenta con el visto bueno de una parte del estudiantado, el cual convoca un cabildo abierto en el cual se declara el cese de actividades académicas y amenaza con extender el paro a todo el claustro desde el próximo lunes.[8]

- 5 de febrero - La Asamblea de Consejos Estudiantiles se solidariza con la causa de los estudiantes de la Facultad de Ciencias Sociales y Económicas, declarando un cese de actividades durante 24 horas a efectuarse el día lunes. Además nombra como Persona non grata al Rector de la institución y exige su renuncia.[12]

- 6 de febrero - El Rector afirma que no renunciará por el hecho de "cumplir con su deber". Las directivas de la universidad y los profesores de las cuatro divisiones de las mismas expresan su apoyo al Rector.[13]

- 8 de febrero - Los estudiantes de la universidad empiezan el cese de actividades académicas durante 24 horas, sumándose así a sus compañeros de Ciencias Sociales y Economía que se encontraban en paro desde el jueves 4 de febrero. Ante la gravedad de la situación el Rector aplaza su viaje a Lima, Perú, para participar del Consejo Interamericano Para la Educación, la Ciencia y la Cultura, en al cual participaría como jefe de la delegación de Colombia.[14] La jornada transcurre sin incidente. En la misma ocurre un mitin interno y una marcha a través de la universidad en la que se escuchan vivas al Che Guevara, Fidel Castro y Mao Tse Tung.[15] Diferentes sectores del profesorado vuelve a manifestar su apoyo al Rector.[15]

- 10 de febrero - Choques entre la policía y los estudiantes en horas de la tarde luego de una manifestación de estos últimos en la Plaza de San Francisco. Los estudiantes intentaban dirigirse a la Plaza de Cayzedo pero la policía se los impidió. La marcha estudiantil buscaba solicitar la solución a las huelgas de los estudiantes del Colegio de Santa Librada, del Magisterio del Valle y de la Universidad del Valle.[16][17] Durante los choques violentos la policía hirió incluso a los periodistas.[17] Los Decanos de la universidad publican un documento en el cual expresan su apoyo al nombramiento del Julio Mendoza como Decano de la Facultad de Ciencias Sociales y Economía.[18] Los profesores de dicha facultad publican un comunicado expresando lo mismo.[19]

- 12 de febrero - La Asamblea Extraordinaria de Consejos Estudiantiles ratifica la huelga para todas las facultades y departamentos de la universidad. También se decide realizar un bloqueo en las instalaciones de Administración y Rectoría. Dicho bloqueo se llevó a cabo en horas de la tarde durante 4 horas y se levantó a las 5:30. Durante todo ese tiempo el Rector se vio obligado a permanecer dentro de su oficina. Los estudiantes vuelven a exigir la renuncia del Rector y se le da un ultimátum hasta el próximo lunes para hacerlo. También piden una nueva designación del Decano de la Facultad de Economía.[20] El Consejo Superior de la universidad propone diálogo a cambio de levantar el paro.[21] La entonces secretaria de Educación pide, en un comunicado aparte, un llamamiento a los estudiantes para que se reintegren a clases e inicien el diálogo.[22]

- 13 de febrero - El Consejo Directivo de la universidad del Valle emite un comunicado en el cual condena el bloqueo del día anterior a las instalaciones de Administración y Rectoría.[23]

- 14 de febrero - El Consejo Directivo de la universidad lanza un Ultimátum a los estudiantes, el Consejo amenaza con cerrar la universidad si los estudiantes no vuelven a clases, dando como fecha máxima de reintegro a clases el siguiente miércoles 17 de febrero.[24]

- 15 de febrero - Los estudiantes toman la Rectoría, desalojan al Rector y fijan un cartel con el mensaje "Rectoría, primer territorio libre de la Universidad".[25] Se vuelve a exigir la renuncia del Rector. La Federación de Estudiantes de la Universidad del Valle convoca para el 18 de febrero un Plenum Nacional de Dirigentes Estudiantiles para tratar las medidas que tomarán los estudiantes universitarios a nivel nacional.[26][27]

- 16 de febrero - La Asamblea de Ingenierías de la universidad propone como reforma del Consejo Superior, la exclusión de los representantes del Clero, la ANDI, Fenalco, CVC, Acopi, bancos y cualquier institución ajena al Alma ''mater'', incluido el representante de los exalumnos por no ser representativo de todos los egresados.[7][notas 3] Estudiantes de la Universidad Santiago de Cali declaran un paro solidario de 24 horas con la Universidad del Valle y su apoyo irrestricto para con ellos, además aclaran que en caso de que la Universidad del Valle se vea clausurada al día siguiente, la situación se tornaría más conflictiva.[28] Se rumorea que un cierre de la universidad ocasionaría un paro estudiantil a escala nacional.[28]

- 17 de febrero - Se vence el plazo dado por el Consejo Directivo para la reanudación de clases,[26] sin embargo se estudia la posibilidad de extender el plazo hasta después del Plenun de Estudiantes.[27] Los profesores de los Divisiones de Arquitectura y Ciencias de la universidad en Asamblea conjunta rechazan la posición de la Junta Directiva acerca del ultimátum a los estudiantes.[29] La Asociación de Exalumnos de la Universidad del Valle publica un comunicado en el que admite la necesidad de reformas profundas en el Estatuto Orgánico de la universidad, pero a la vez insta a los estudiantes a aceptar el diálogo propuesto por las autoridades.[30] La Asociación Colombiana de Universidades declara como "típicamente subversivo" el paro de la Univalle y desmiente haber pedido la destitución del Rector.[31]

- Luego de una Asamblea, cerca 2 000 estudiantes se manifiestan frente al Palacio de San Francisco para exigirle al Gobernador, en su calidad de Presidente del Consejo Superior, la renuncia del Rector.[27] Alfonso Ocampo desmiente rumores sobre su renuncia y sostiene que no lo hará.[27] El Consejo Superior ratifica su respaldo al Rector Ocampo, la clausura de la actividad docente en el campus y manifiesta la disposición de recibir todas las propuestas serias de los estudiantes respecto a la reestructuración académica y administrativa.[32][33] Los estudiantes en asamblea deciden decretar un paro de 48 horas más, además de tomar al día siguiente el edificio de Administración y en forma gradual el resto de instalaciones de la universidad. Ante la posibilidad de que las fuerzas armadas decidieran retomar el campus, los estudiantes deciden armarse con piedras, palos y cócteles molotov.[33]

- 18 de febrero - Toma lugar el Plenum Nacional de Estudiantes. Los estudiantes toman varios edificios del campus, entre ellos el edificio de tres plantas donde estaban ubicados, entre otros la Administración, Decanatura de estudiantes y estudios, Secretaría general, oficina de admisiones y calificaciones, además de la Rectoría que ya estaba en poder de ellos desde el día 15 de febrero. También se tomó la Facultad de salud, pero ante la intervención de los profesores se decidió abandonar el recinto.[34]  el paro universitario recibe el apoyo de los estudiantes de las universidades del Cauca, Tecnológica de Pereira, Antioquia, y la Industrial Santander.[35] Se teme por la suerte de los Juegos Panamericanos, debido a que los estudiantes expresan su determinación de seguir en paro hasta que sus exigencias sean oídas, incluso durante los mismos juegos.[35] Se manifiestan los profesores de educación primaria, junto con estudiantes de la universidad del Valle y otros colegios en la zona céntrica de la ciudad.[36]

- 20 de febrero y 21 de febrero - El Plenum debate la posibilidad de un paro nacional de estudiantes universitarios. Los debates se alargan hasta altas horas de la noche sin un acuerdo.[37][38]

- 22 de febrero - Los estudiantes se toman un auditorio del Hospital Universitario del Valle durante una reunión. La junta directiva del hospital manifiesta su rechazo a este acto.[39] La toma de las instalaciones tuvo como objetivo expulsar al Rector, el cual tuvo que ser evacuado custodiado por los profesores, en horas de la tarde el Rector regresó al lugar para trabajar desde el auditorio de enfermería.[40] El Plenum de estudiantes llama a una rueda de prensa[41] en la cual expresan que durante el Plenum se decidió llamar a la paro nacional de estudiantes para el día 4 de marzo. El paro de actividades en la Universidad del Valle se mantendría hasta ese día, mientras tanto los estudiantes seguirían tomándose nuevas instalaciones de la universidad y exigiendo reformas académicas y administrativas y la renuncia del Rector. Además se propuso tomar la Ciudad Universitaria, en ese entonces en construcción, con el objetivo de crear presión debido a que las instalaciones iban a servir como residencias para los deportistas de los Juegos Panamericanos.[42] Así mismo se decidió la realización de una "jornada de solidaridad" entre el 26 de febrero y el 2 de marzo.[42]

- 23 de febrero - Profesores de la División de Salud, reunidos en asamblea, deciden pedir el cierre del semestre y cancelación de matrículas si los estudiantes se mantienen en paro, además exigen la devolución de los edificios tomados.[43]

- 25 de febrero - Los estudiantes realizan manifestaciones en la ciudad, se realiza la llamada "toma sin bolillo" de la Plaza de Cayzedo. La toma se realiza junto a estudiantes del Colegio Santa Librada, Eustaquio Palacios, Instituto Politécnico y de la Universidad Santiago de Cali, estos últimos se unen solidariamente al paro de los estudiantes de Univalle.[44][9] Ese mismo día el Presidente Misael Pastrana anuncia que no declarará el estado de sitio para controlar la situación de tensión nacional.[45]

- 26 de febrero - En horas de la mañana la policía junto con el ejército retoman el campus. Luego de un tiempo aislado dentro de la universidad, los últimos estudiantes abandonan pacíficamente las instalaciones. La noticia de la toma por parte de las fuerzas armadas del campus universitario llega a los oídos de los dirigentes estudiantiles, quienes convocan una reunión en un parque cercano a la universidad. Durante la reunión llega la noticia de que el estudiante Edgar Mejía Vargas, conocido como "Jalisco" fue asesinado a manos del ejército. Esto provoca un profundo malestar en los estudiantes quienes deciden cambiar el destino de la marcha de estudiantes que iba a tener lugar, la cual en un principio se dirigiría hacía el campus universitario, pero se redirigió hacia el centro de la ciudad. Los enfrentamientos entre los estudiantes y la fuerza pública continúa a lo largo de la mañana y tarde, el ejército interviene debido a que la policía se estaba viendo superada[6] por los manifestantes a pesar de que desde las 2 PM se había declarado el toque de queda en la ciudad.[46] El resultado de aquel fatídico día fue de entre 8[47] y 15[6] muertos,[notas 4] decenas de heridos, más de 6 000 detenidos,[1] cientos de edificios y carros destruidos o incendiados con un valor de perdidas de más de tres millones de pesos de la época.[48] El Presidente declara el Estado de sitio en todo el país.[49] Esa misma noche el Rector Alfonso Ocampo Londoño presenta su carta de renuncia, obligado por las circunstancias.[6]

26 de febrero de 1971
Por: Silvio Rebolledo Manchola
Este es un día imborrable para los estudiantes de bachillerato de Cali; yo estudiaba en el Colegio “Benjamín Herrera” en una antigua mansión ubicada en la Calle de la Escopeta; hasta este sitio llegaron estudiantes de Univalle, de la FEUV, nos pidieron que los acompañáramos; las directivas se vieron presionadas y nos dieron el día libre; más de 200 compañeros decidimos hacer parte de la marcha; nuestra marcha había comenzado en la puerta principal del Colegio de Santa Librada; estábamos muy organizados en cuatro largas filas; el ejército llegó por la Calle 15, nosotros izamos la bandera de Colombia y comenzamos a cantar el himno nacional. Había estudiantes del Politécnico Municipal, del San Luis, del Antonio José Camacho, del Gran Colombiano, de Bellas Artes, 
Los soldados se pusieron firmes y también empezaron cantar, mientras nosotros, estudiantes de bachillerato y con la coordinación de estudiantes de la FEUV (Federación de Estudiantes de la Universidad del Valle) avanzamos hasta la parte de arriba, hasta la Carrera 5.ª con Calle 3.ª
Sin dejar de cantar el himno nacional y de agitar la bandera nacional, nos alejamos varias cuadras del grupo del ejército; había funcionado nuestra estrategia; en la Plaza de Caicedo nos quedamos un tiempo lanzando arengas; haciendo pedagogía ante la gente aglomerada en la vía. Llegamos a la Calle 15 con Carrera 5.ª Habíamos sufrido un ataque de un grupo de soldados y corríamos hacia el parque de San Nicolás; los soldados venían desde la Plaza de Caicedo.
Un camión de Coca Cola quiso quebrar la unidad de nuestra marcha; grave error de parte de ellos...y nos llevaron al error; el camión terminó volcado en el sitio; cocacolas esparcidas por todos lados, rotas, no existía el envase plástico.
Los soldados se nos vinieron encima, sólo podíamos correr; la gran mayoría lo hicimos desde esta esquina, por toda la carrera 5.ª, hacia la iglesia de San Nicolás, en dirección al antiguo Puente del ferrocarril, de la calle 26, hacia los barrios Jorge Isaac y el Porvenir (en este quedaba la casa de mi finada abuela y me sentiría a salvo). En mi carrera por la calle 5.ª, que en la época era un sector de muchas funerarias, pude ver como varios de mis compañeros se refugiaron en estos sitios; uno de ellos se metió dentro de un ataúd (este personaje es hoy en día uno de los más reconocidos investigadores para la paz en Colombia).
IMPOSIBLE OLVIDAR. Me preocupa que los muchachos de la primera línea de ahora digan que los viejos de hoy nunca hicimos nada por el cambio. en el pasado; en realidad, estábamos sembrando la semilla.

## Consecuencias
La masacre fue el inicio de las protestas que se extendieron por todo el país encabezado por el llamado "Movimiento estudiantil de 1971". La misma noche de los hechos el presidente de la república obliga al Rector a dimitir. Luego de los hechos ocurridos en Cali, 35 universidades se declaran en paro, la totalidad de las universidades públicas del país y algunas privadas.  Se construye el programa mínimo de los estudiantes que constituyó las bases de la reconstrucción del sistema universitario en Colombia.
El presidente declara el toque de queda en Cali y el Estado de sitio en todo el país.

## En la cultura popular
Los eventos del 26 de febrero de 1971 están profundamente arraigados en la memoria histórica y colectiva de la ciudad y la Universidad del Valle. Tanto así que se ha popularizado la frase "26 de febrero, no lo olvide compañero". Son varios los autores que han escrito homenajes a los caídos de aquel día o que se han inspirado en el evento para sus propias obras:
- El atravesado, novela del autor caleño Andrés Caicedo.
- Enrique Buenaventura, dramaturgo caleño compuso una poema sobre estos hechos.
- Jalisco pierde en Cali, novela de Gabriela Castellanos.
- La rebelión de los estudiantes - Documental realizado en Univalle.
- El titiritero de Gustavo Álvarez Gardeazábal.

Según Silvio Rebolledo Manchola, muchos de los estudiantes que participaron en las marchas, aún estaban en el bachillerato; existía un grupo muy especial: los estudiantes directivos y colaboradores del IV Festival Nacional Estudiantil de Arte, 1971, año en que el teatro con compromiso social era de obligado desarrollo; había muchos grupos de teatro estudiantil; el Colegio “Benjamín Herrera” tenía su propio grupo teatral; allí se leían obras de Bertolt Brecht. Desde allí aprendieron técnicas teatrales enseñadas por el dramaturgo Jerzy Grotowski, quien visitó a Cali en 1970, dejando conocimientos que le dieron gran impulso a la representación teatral, mediante la propuesta de no mostrar al personaje, sino SER el personaje. 
En el IV Festival Nacional Estudiantil de Arte surgieron dos grandes del teatro en Colombia: Andrés Caicedo, ganador del Primer Premio en Teatro, con su obra <La Piel del Otro Héroe>. Andrés, debido a su personalidad, tenía problemas de fluidez verbal, pero cuando actuaba (también fue actor y director de teatro) su dicción era perfecta; así lo demostró con su actuación en <Las Sillas> de Eugene Ionesco, que ocupó un segundo lugar en el mismo Festival. El otro autor destacado fue Jairo Aníbal Niño, que ganó el Primer Premio en Obras de Teatro, con su Obra <El Monte Calvo>, la cual fue representada años más tarde, con mucho éxito.